# ده بالای میانشهر
دِه‌بالا روستای کوچکی در انتهای شمالی ولسوالی ورسج، در تگاب میانشهر است. ورسج یکی از ولسوالی‌های شانزده‌گانه ولایت تخارولایت تخار]] است.

## موقعیت
ده‌بالای میانشهر در کنار رود میانشهر قرار دارد، از جنوب با قریه ده پایان، از شمال با حصار و ایرخ، از شرق با ملوار بالا و از غرب با برآب، خرم و قلعه حصار هم‌مرز است.

## پروژه‌های انکشافی
در ده‌بالای میانشهر کلینیک (درمانگاهی) وجود دارد که به نام (کلینیک صحی میانشهر) یا به انگلیسی(BHC Miyanshahr) در بخش‌های ولادی، جراحی، واکسیناسیون، امراض ساری و غیره… فعالیت دارد.
همچنان نیروگاه برق آبی میانشهر در سال ۱۳۹۵ آعمار گردید که بیشتر روستاهای این تگاب را از برق بهره‌مند ساخته است.

## جاذبه‌های میانشهر

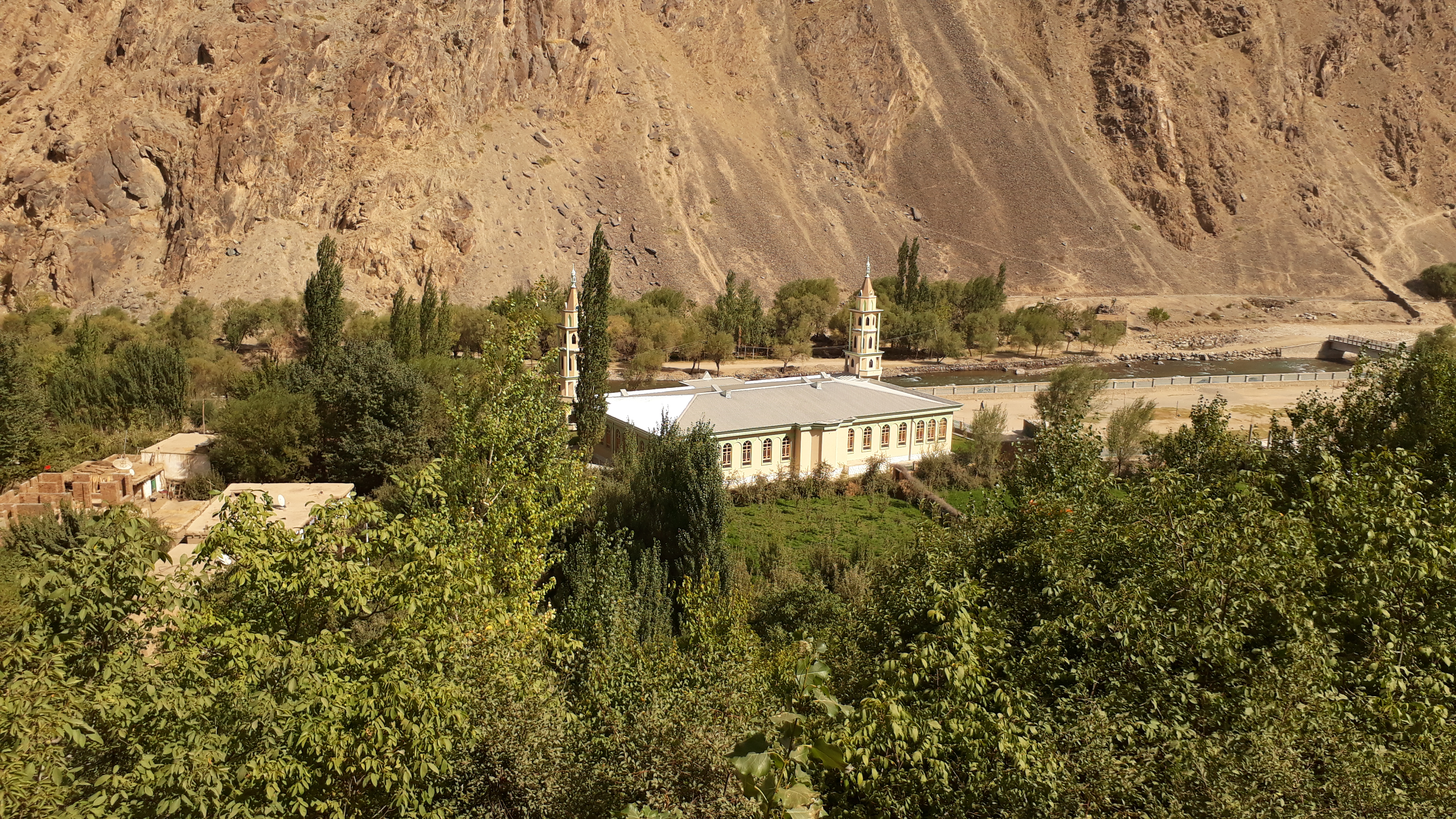
مسجد جامع حضرت رسول اکرم واقع در قریهٔ دهبالای میانشهر
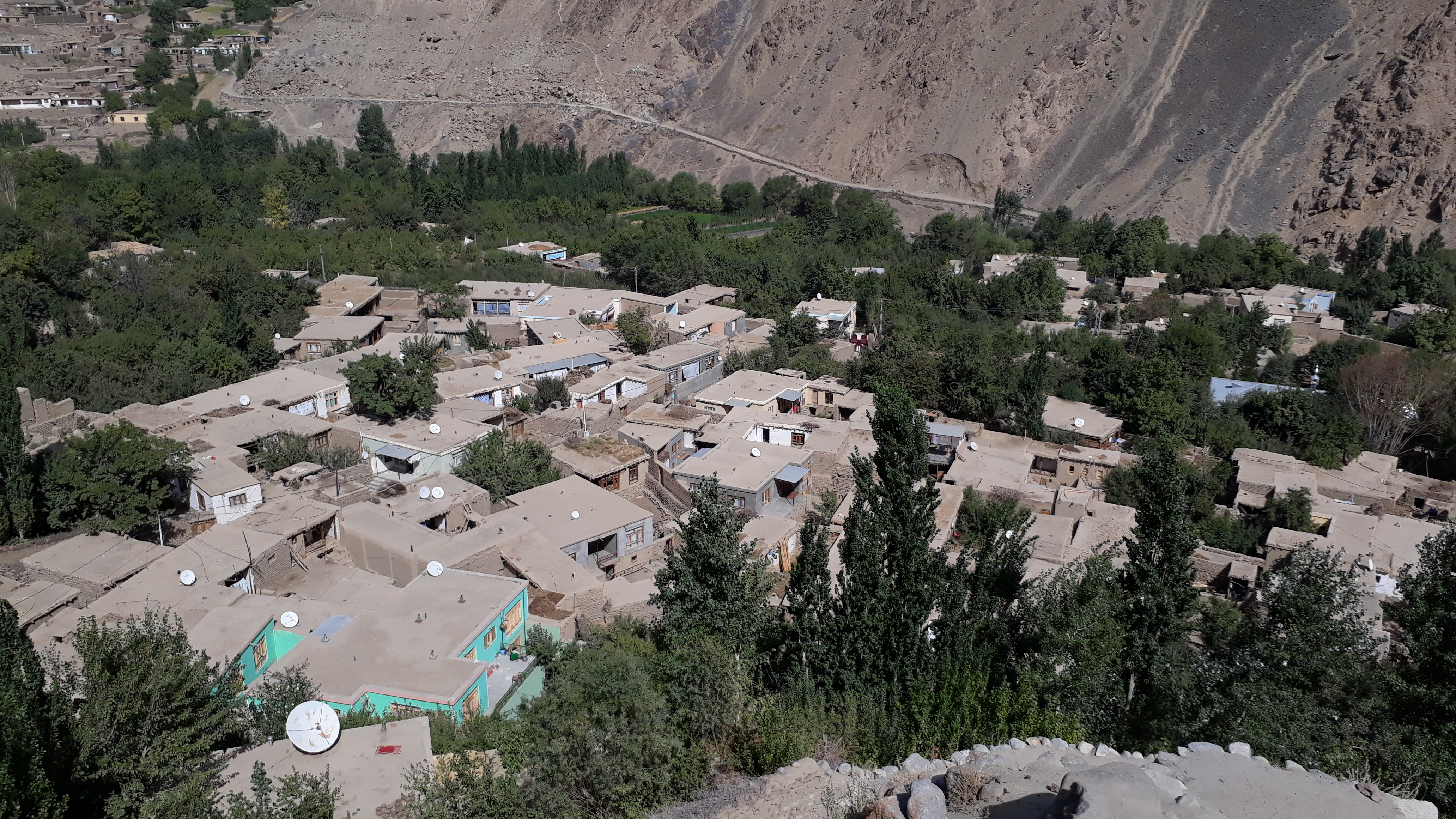
نمایی از قریه ده‌بالا
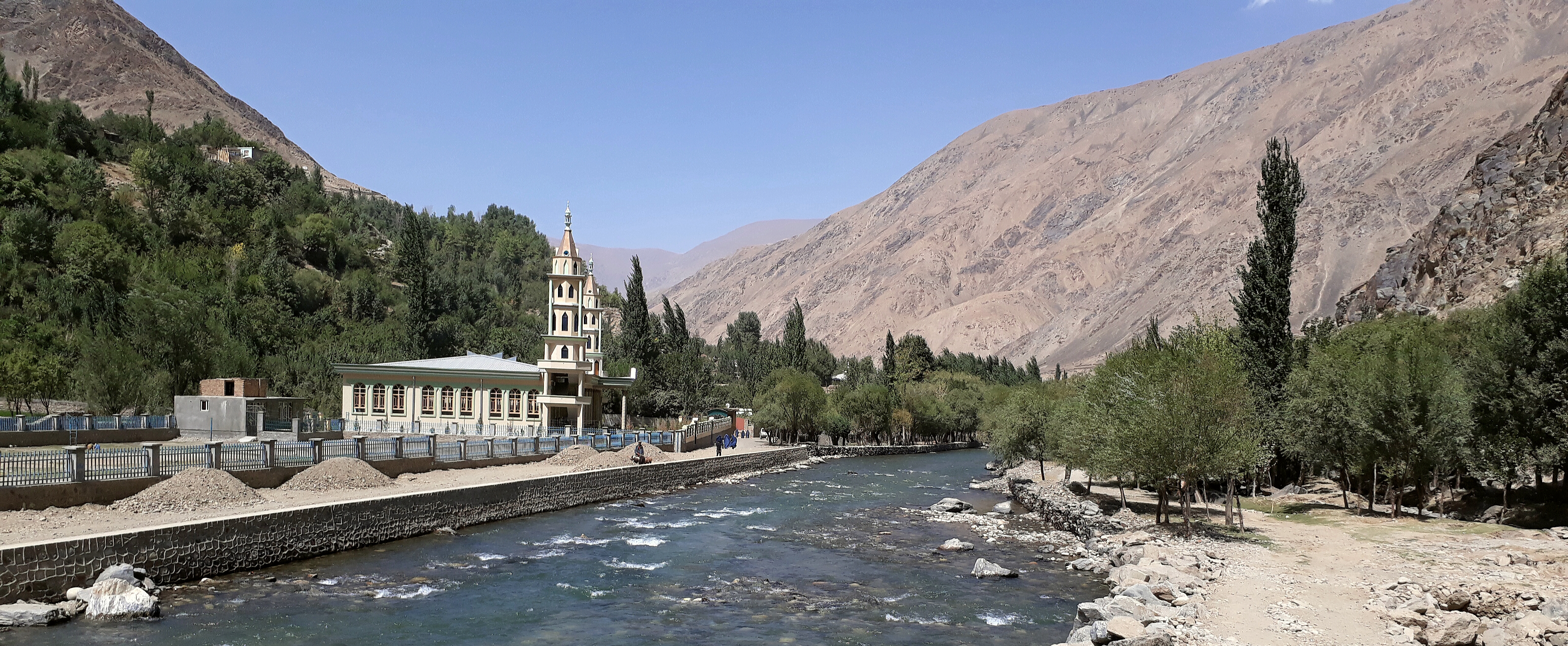
نمایی از مسجد حضرت رسول اکرم واقع در قریهٔ دهبالای میانشهر
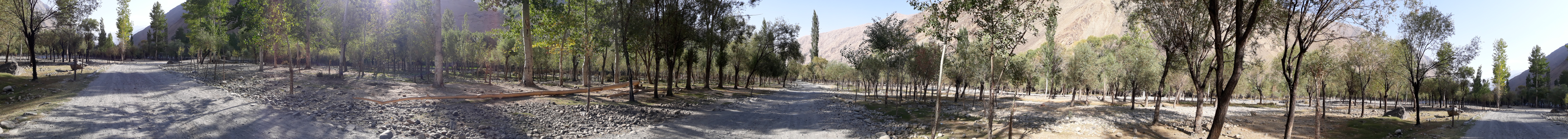
طبیعت زیبای روستای ده‌بالای میانشهر ناحیهٔ سنگ پهن